# De wayang vertelt
De wayang vertelt was een tentoonstelling over het Javaanse schaduwtoneel die van 10 juni tot 11 september 1989 te zien was in het Volkenkundig museum 'Gerardus van der Leeuw' in Groningen.
De tentoonstelling was een kleine overzichtstentoonstelling van de wayang: karakteristieken, geschiedenis, repertoire, de poppenspeler en de voornaamste mythische hoofdrolspelers, maar ook met aandacht voor de sociale functie en betekenis van het schaduwtoneel, de veranderingen als gevolg van de moderne tijd en de tamelijk zeldzame christelijke wayang. Wat de laatste variant betreft: het museum in Groningen bezit poppen van Christus met doornenkroon, de maagd Maria, een aartsengel en koning Salomo.
De tentoongestelde poppen kwamen uit eigen bezit en verder uit de collectie van vier particuliere en drie institutionele bruikleengevers: het Tropenmuseum, het Nijmeegs Volkenkundig Museum en het Westfries Museum in Hoorn. Het laatstgenoemde museum had een fraaie platte pop van Jan Pieterszoon Coen ingebracht.
De catalogus is een beknopte inleiding tot het wayangtoneel, geïllustreerd met foto's en tekeningen. Het aantal geëxposeerde objecten noch de exacte data van de tentoonstelling worden in de catalogus vermeld.

## Catalogus
- Sevenster-Brouwer, A.L.M., De wayang vertelt. Groningen: Universiteitsdrukkerij RUG, 1989 [Reeks Volkenkundig Museum 'Gerardus van der Leeuw' VI]